# إمام الدعاة (مسلسل)
إمام الدعاة مسلسل تليفزيوني مصري في 30 حلقة من إنتاج مدينة الإنتاج الإعلامي عام 2003، ومنحت حق تنفيذ الإنتاج لمطيع زايد. المسلسل تأليف بهاء الدين إبراهيم  وإخراج مصطفى الشال، وقد تم تصويره في مدينة الإنتاج.
المسلسل يروي قصة حياة الشيخ محمد متولي الشعراوي من خلال 4 مراحل مهمة في حياته منذ نشأته في قرية دقادوس وتعلمه في كتاب القرية وحفظه للقرآن الكريم وعلاقته بأهل القرية ثم مراحل شبابه وكهولته وكفاحه في تفسير القرآن وتعليمه.

## الممثلون
- حسن يوسف: الشيخ محمد متولي الشعرواي
- عفاف شعيب: نبوية زوجة الشيخ الشعرواي
- محمد الدفراوي: الحاج متولي والد الشيخ الشعراوي
- سميرة عبد العزيز: والدة الشيخ الشعراوي
- منال سلامة: الابنة الأولي للشيخ الشعراوي
- محمد عبد الجواد (ممثل): الإبن الثاني للشيخ الشعراوي
- مروة عبد المنعم: الإبنة الثانية للشيخ الشعراوي
- مفيد عاشور: الرئيس محمد أنور السادات
- سوسن بدر: "بدرية" راقصة كان الشعراوي يتمني إصلاحها
- أحمد الشافعي: الشيخ محمد الشعراوي في مرحلة الشباب
- جمال إسماعيل
- محمد صلاح آدم: شقيق الشعراوي
- حمدي أحمد: الشيخ زغلول صديق للشيخ الشعرواي ودائم الغيرة منه
- حسن مصطفى: والد الشيخ زغلول
- نادية عزت: والدة الشيخ زغلول
- رؤوف مصطفى: الشيخ بن قايد الجزائري
- عبد الغفار عودة: عالم دين دائم المعارضة للشيخ الشعراوي
- شادية عبد الحميد: راقصة زميلة بدرية
- أشرف صالح (فلاح)
- يوسف العسال
- فكري صادق
- حمدي شرف الدين
- مراد فكري صادق